# Los días afuera
Los días afuera es una obra de teatro documental musical escrita y dirigida por la dramaturga y artista argentina Lola Arias. Estrenada en 2024 en el Festival de Aviñón, la pieza presenta los relatos de seis personas, mujeres cis y personas trans, que atravesaron el sistema penitenciario argentino y ahora buscan reinsertarse en la sociedad. La obra forma parte de un díptico junto a la película Reas (2024), y explora las consecuencias del encarcelamiento desde una perspectiva autobiográfica, musical y política.[cita requerida]

## Contexto
El proyecto nace de talleres realizados en 2019 por Lola Arias en el penal de mujeres de Ezeiza (Buenos Aires). A partir de esta experiencia surgió el documental musical Reas, filmado en locaciones reales con personas liberadas, y posteriormente la obra teatral Los días afuera. Ambas piezas funcionan como un díptico que reflexiona sobre el encierro, la libertad y la construcción de identidad después de la prisión.[cita requerida]

## Sinopsis
Seis intérpretes (Yoseli Arias, Paulita Asturayme, Carla Canteros, Estefanía Hardcastle, Noelia Pérez e Ignacio Rodríguez) interpretan sus propias vidas luego de salir de prisión. En escena, reconstruyen experiencias relacionadas con el trabajo, la familia, el deseo, el estigma y la violencia estructural. La puesta mezcla canciones originales, coreografías y proyecciones en vivo que refuerzan la dimensión testimonial de la obra.[cita requerida]

## Producción
La escenografía, a cargo de Mariana Tirantte, consta de una estructura de dos niveles que simboliza la vida dentro y fuera del encierro. La obra incluye un automóvil real en escena, simbolizando el tránsito hacia la libertad. La música en vivo fue compuesta por Ulises Conti e Inés Copertino y abarca géneros como la cumbia, el trap, el pop y el tango.[cita requerida]

## Recepción
Los días afuera fue presentada en el Festival de Aviñón 2024, como parte de una edición dedicada a la lengua española. La crítica francesa la recibió con entusiasmo, destacando su potencia emocional y autenticidad. Fue debatida en programas como Le Masque et la Plume de France Inter, y reseñada por medios como Le Monde, Télérama y Libération.

## Gira internacional
Luego del estreno en Aviñón, la obra fue presentada en el GREC Festival (Barcelona), el Internationales Sommerfestival (Hamburgo) y el Maxim Gorki Theater (Berlín). En 2025 continúa en ciudades como París, Oslo, Bruselas y Ginebra.[cita requerida]

## Reconocimientos
En 2024, Lola Arias fue distinguida con el Premio Internacional Ibsen por su trabajo innovador en el campo del teatro documental, siendo Los días afuera una de las obras destacadas en su trayectoria reciente.[cita requerida]

## Anexo: Créditos deLos días afuera[citarequerida]
| Rol                              | Nombre(s) |
| -------------------------------- | --- |
| Intérpretes                      | Yoseli Arias, Paulita Asturayme, Carla Canteros, Estefanía Hardcastle, Noelia Pérez, Ignacio Rodríguez, Inés Copertino (música en vivo) |
| Concepto, texto y dirección      | Lola Arias |
| Dramaturgia                      | Bibiana Mendes |
| Colaboración artística           | Alan Pauls |
| Traducción de subtítulos         | Alan Pauls (francés), Daniel Tunnard (inglés) |
| Escenografía y escenarios        | Mariana Tirantte |
| Coreografía                      | Andrea Servera |
| Música                           | Ulises Conti, Inés Copertino |
| Iluminación                      | David Seldes |
| Video                            | Martin Borini |
| Vestuario                        | Andy Piffer |
| Asistente de dirección           | Pablo Arias Garcia |
| Director de escena               | David Seldes |
| Video Manager                    | Martin Borini |
| Sonido                           | Ernesto Fara |
| Manos de escenario               | Roberto Baldinelli, Andrés Pérez Dwyer, Manuel Ordenavia |
| Producción y montaje de gira     | Lison Bellanger, Emmanuelle Ossena (EPOC productions) |
| Directora de gira y tour manager | Lucila Piffer |
| Administración y producción      | Mara Martinez (Compañía Lola Arias) |
| Producción                       | Luz Algranti, Sofía Medici |
| Producción técnica               | Ezequiel Paredes |
| Asistente de escenografía        | Lara Stilstein, Facundo David |
| Asistentes de dirección CTBA     | Julián Castro, Florencia Galano |
| Asistente de producción          | Juan Manuel Zuluaga Bolívar |
| Casting                          | Tálata Rodríguez (GEMA Films) |
| Asesor jurídico                  | Felix Helou |
| Obra social                      | Soledad Ballesteros |
| Producción                       | Compañía Lola Arias |
| Producción asociada              | GEMA Films |
| Coproducción                     | Complejo Teatral de Buenos Aires, Festival d'Avignon, Festival d'Automne à Paris, Théâtre de la Ville (Paris), Théâtre national Wallonie-Bruxelles, Festival Tangente St Pölten, Kaserne Basel, La Comédie de Genève, Maxim Gorki Theater (Berlin), Nationaltheatret (Oslo), Scène nationale du Sud-Aquitain (Bayonne), Le Parvis Scène nationale Tarbes-Pyrénées, La Rose des vents Scène nationale Lille Métropole Villeneuve-d'Ascq, NEXT Festival, Théâtre national de Strasbourg, International Sommerfestival Kampnagel (Hamburgo), Théâtre national de Bordeaux en Aquitaine, Zürcher Theater Spektakel (Zúrich), Künstler innenhaus Mousonturm (Fráncfort), The Brighton Festival, Centre dramatique national Orléans Centre-Val de Loire, Fonds TransFabrik deutsch-französischer Fonds für darstellende Künste |
| Construcción del set             | Ateliers de construction du Théâtre National Wallonie Bruxelles |
| Apoyo institucional              | ONDA - Office national de diffusion artistique |
| Agradecimientos                  | Gema Juárez Allen, Clarisa Oliveri, Rita y Remo Pauls, Lucía Arias, Roy Kaplan, Laura Nicolás, Mariana Volpi, Mellisa Aller |
| Colaboración en difusión         | France Médias Monde |